# Hexanematichthys sagor
Hexanematichthys sagor är en fiskart som först beskrevs av Hamilton 1822.  Hexanematichthys sagor ingår i släktet Hexanematichthys och familjen Ariidae. Inga underarter finns listade i Catalogue of Life.